# Gaël Desgrées du Lou
Pour les autres membres de la famille, voir Famille Desgrées du Loû.
Gaël Desgrées du Lou, né le 13 juillet 1967 à Rennes, est un ancien rédacteur en chef de M6 Rennes.

## Carrière
Gaël Desgrées du Lou est diplômé de l'École supérieure de journalisme de Paris.

### TV Breizh
Il rejoint TV Breizh en janvier 2002 pour lancer, en qualité de rédacteur en chef, le journal quotidien d'information et animer une équipe de journalistes reporters d'images basés à Lorient, Rennes, Nantes et Brest. Il fut nommé directeur de TV Breizh de 2003 à 2009.

### 20 minutes
Il quitte son poste de rédacteur en chef de la rédaction Print de 20 minutes.